# АИР

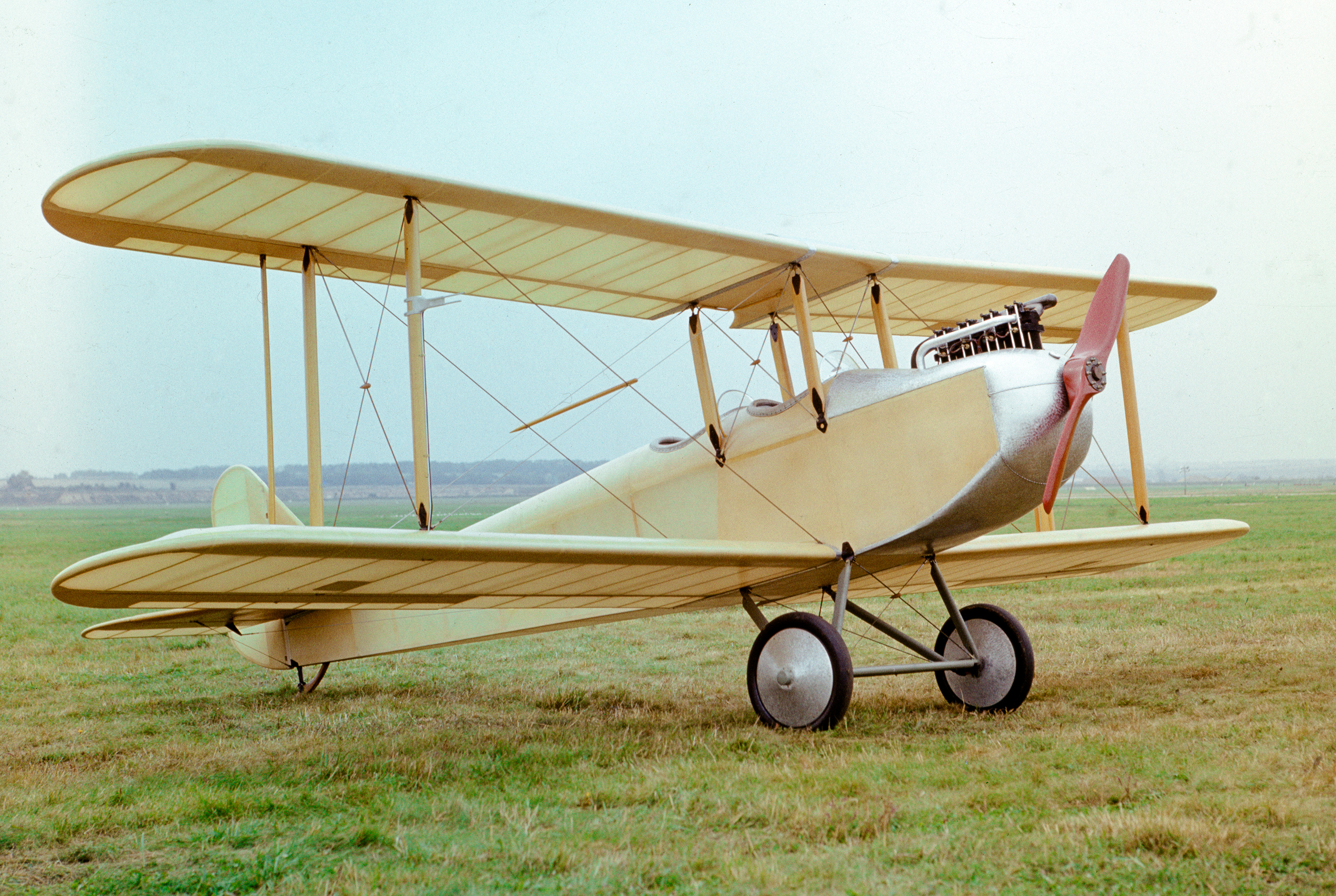
Первый самолёт А. Яковлева АИР-1.

АИР — обозначение первых самолётов Александра Сергеевича Яковлева. 
Названы в честь председателя Центрального совета (ЦС) Осоавиахима Алексея Ивановича Рыкова. За период с 1927 года по 1940 год было создано 20 типов самолётов — от АИР-1 (АИР, авиамотоциклетка) до АИР-19.

## АИР-1
Двухместный расчалочный одностоечный биплан цельнодеревянной конструкции.
Каркас фюзеляжа — четыре сосновых лонжерона, стойки, распорки и расчалки. Передняя часть фюзеляжа и гаргрот хвостовой части зашита фанерой, а хвостовая часть обтянута полотном и покрыта аэролаком. Подмоторная рама была изготовлена из ясеневых брусков и обшита фанерой.
Кабины открытые. Передняя кабина предназначалась для пассажира. Переднее сидение опиралось на распорки и было установлено на специальной пирамиде. Заднее сиденье подвешивалось к верхним лонжеронам фюзеляжа и расчаливалось стальными проволоками.
Крылья деревянные. Силовой набор крыльев — два коробчатых лонжерона, распорки и нервюры. Передняя кромка крыла до лонжерона была обшита фанерой, остальная часть полотном, на задней кромке была закреплена сосновая рейка. Механизация крыла — элероны, шарнирно подвешенные на рояльных петлях к обоим крыльям и соединенные между собой и с качалкой жёсткой тягой. Стойки биплановой коробки деревянные, а расчалки стальные.
Хвостовое оперение деревянное было соединено с фюзеляжем расчалками из стальной проволоки. Стабилизатор мог изменять угол установки на земле. Рули высоты и направления не имели аэродинамической компенсации. Носовая часть рулей представляла собой жесткую фанерную коробку.
Шасси неубирающееся, стойки были изготовлены из стальных труб. Деревянные обтекатели были приклеены к нижним лонжеронам фюзеляжа и соединены между собой колесной осью. В качестве амортизации использовались резиновые шнуры. В хвостовой части фюзеляжа, на стальной трубе был закреплен ориентирующийся хвостовой костыль, изготовленный из ясеня. Зимой колеса заменяли на лыжи.
Двигатель рядный 4-цилиндровый «Циррус» М-1 мощностью 60 л. с. (55 HP). Несколько экземпляров английского двигателя «Циррус» закупил в то время Авиахим. Воздушный винт двухлопастной, деревянный фиксированного шага. Картер двигателя защищал алюминиевый капот, который крепился на фюзеляже с помощью стальных шомполов. Топливный бак, объёмом в 70 литров размещался в центроплане верхнего крыла. Топливо из бака в двигатель поступало самотеком.
Система управления — тросовое, в местах перегибов устанавливались стальные балансиры. Все органы управления и приборы располагались в задней кабине. Управление самолётом мягкое без люфтов.
Проектирование самолёта было начато в конце 1926 года. Первый полёт был совершён 12 мая 1927 года (пилот — Юлиан Иванович Пионтковский). 19 июля 1927 года на нём был совершён рекордный беспосадочный перелёт Севастополь — Москва (1 420 км за 15 часов 30 минут, пилот — Ю. И. Пионтковский).
Осенью 1927 года самолёт использовался в манёврах Красной Армии, безупречно выполняя задания штаба по связи с передовыми частями. После манёвров он был официально назван лучшей из советских авиеток. За хорошую конструкцию самолёта А. С. Яковлева зачислили слушателем Академии им. Н. Е. Жуковского.
Построен в одном экземпляре. В 1977 году по оригинальным чертежам был построен второй экземпляр, который выставлен в музее техники Вадима Задорожного.
Лётно-технические характеристики
| Параметр                       | Показатель              |
| ------------------------------ | ----------------------- |
| Длина, м                       | 6,99                    |
| Размах крыла, м                | 8,80                    |
| Высота самолёта, м             | 2,65                    |
| Площадь крыла, м²              | 18,70                   |
| Двигатели                      | 1 ПД Cirrus I, 60 л. с. |
| Макс. скорость, км/ч           | 150                     |
| Крейсерская скорость, км/ч     | 121                     |
| Высота полёта, м               | 3850                    |
| Масса пустого, кг              | 335                     |
| Макс. взлётный вес, кг         | 535                     |
| Экипаж                         | 2                       |
| Дальность полета, км           | 500                     |
| Рекордная дальность полета, км | 1420                    |

## АИР-2
В 1927 году газета «Пионерская правда» объявила сбор средств на строительство самолёта, который должен был стать подарком от школьников Воздушному флоту. За год собрали более восьми тысяч рублей. Этого хватало, чтобы построить небольшую авиетку. Строить её предложили молодому авиаконстрктору Яковлеву. К октябрю 1928 года самолёт АИР-2 «Пионер» был готов.

АИР-2 отличался от АИР-1 формой капота и отсутствием расчалок между парами передних и задних стоек, соединяющих верхнее крыло с фюзеляжем, так как расчалки мешали доступу в переднюю кабину. Вместо них установили раскосы вперед от верхнего крыла к фюзеляжу. Была изменена форма горизонтального оперения и элероны установили только на нижнем крыле.
АИР-2 поплавковый вариант двухместного самолёта АИР-1 с мотором Сименс, мощностью 60 л. с.
Спроектирован на основе АИР-1. Известно несколько модификаций АИР-2:
- С двигателем Циррус с незначительными изменениями планёра.
- С пятицилиндровым звездообразным двигателем Вальтер мощностью 60 л. с. Построен в 4 экземплярах.
- С пятицилиндровым звездообразным двигателем Сименс мощностью 85 л. с. Построен в одном экземпляре.
- С отечественным трёхцилиндровым звездообразным двигателем М-23 (НАМИ-3) мощностью 65 л. с. Построен в одном экземпляре.

18 мая 1931 г. на Москве-реке были произведены испытания. За 1 час 10 мин было заменено шасси. Лётчик Б. Л. Бухгольц с В. Б. Шавровым проделал первый взлет по прямой и сразу же 10-минутный полет по кругу. Потом летал Ю. И. Пионтковский с А. С. Яковлевым и другие. Все полеты прошли без малейших недоразумений. Впоследствии на этом самолёте было сделано много полетов над Москвой-рекой у Крымского моста.
Лётно-технические характеристики
| Параметр                   | Показатель          |
| -------------------------- | ------------------- |
| Длина, м                   | 7,00                |
| Размах крыла, м            | 8,90                |
| Высота самолёта, м         | 2,65                |
| Площадь крыла, м²          | 18,70               |
| Двигатели                  | 1 ПД М-23, 65 л. с. |
| Макс. скорость, км/ч       | 140                 |
| Крейсерская скорость, км/ч | 125                 |
| Масса пустого, кг          | 403                 |
| Макс. взлётный вес, кг     | 646                 |
| Экипаж                     | 2                   |
| Практическая дальность, км | 540                 |
| Практический потолок, м    | 3534                |

## АИР-3
Двухместный подкосный моноплан-парасоль цельно-деревянной конструкции с крылом, поднятым на стойках над фюзеляжем. Эта конструкция обеспечивала более высокую скорость за счет низкого лобового сопротивления и отличный обзор.
Фюзеляж самолёта имел прямоугольную форму. Каркас планера состоял из четырёх сосновых лонжеронов. Обшивка боков носовой части и хвостовая часть — фанера, а средняя часть обшита полотном. Борта задней кабины обшиты фанерой, а съемный борт передней кабины алюминиевый, что позволило установить дополнительный бак.
Крыло целиком деревянное, неразъемное. Силовой набор состоит из двух лонжеронов и набора нервюр. Крыло крепится к фюзеляжу четырьмя стойками расчалками и двумя парами подкосов. Полки лонжеронов в средней части крыла имели постоянное сечение и убывали на консолях. Нервюры изготавливались из липовых планок и фанеры и жестко крепились к лонжеронам при помощи клея и сосновых уголков. Верхняя часть крыла от заднего лонжерона до нижней части переднего лонжерона была обшита фанерой. Весь низ и задняя часть верха крыла была обтянута полотном. В центральной части крыла были установлены баки, которые защищались двух миллиметровой фанерой снизу.
Хвостовое оперение толстого профиля полностью деревянное и снабжено расчалками.. Рули высоты и направления конструктивно представляли собой фанерную коробку, очень легкую и жесткую. Рули были обшиты полотном в хвостовой части. Управление рулями тросовое.
Шасси — конструкция из стальных труб с деревянными обтекателями. Колеса устанавливались на трубчатую ось. Задний костыль из ясеня крепился к хвостовой части фюзеляжа и имел свободный ход на 15 градусов вправо и влево. В качестве амортизаторов применялись резиновые шнуры.
Двигатель — пятицилиндровый звездообразный двигатель воздушного охлаждения «Вальтер NZ» максимальной мощностью 60 л. с. Запуск двигателя осуществлялся двумя магнето, которыми был оборудован самолёт. Моторная рама, сваренная из стальных труб, крепилась к фюзеляжу четырьмя болтами, что позволяло заменять двигатель и обеспечивало легкий доступ к мотору. Двигатель и моторама были закрыты алюминиевыми капотами.
Топливная система — три бензобака, общим объёмом 330 литров, из луженной жести устанавливались в крыле между лонжеронами. Баки крепились к лонжеронам и между ними устанавливались войлочные прокладки. Бензин из баков через фильтр самотеком поступал в карбюратор. Масляный бак устанавливался на верхних лонжеронах фюзеляжа перед приборной доской летчика.
Оборудование — в обоих кабинах самолёта был установлены: тахометр, высотомер, указатель скорости, переговорный прибор, часы. В задней кабине у летчика установлены прибор контроля масла и бензина, креномер и пусковое магнето. В передней кабине у летчика-наблюдателя был установлен компас.
Построен в 1929 году в одном экземпляре. АИР-3 испытывали и эксплуатировали известные летчики Ю. И. Пионтковский, Д. А. Кошиц, А. Б. Юмашев. Лётчики отмечали лёгкость взлета и посадки, короткий разбег и пробег, прекрасную устойчивость по всем осям, возможность полёта с брошенной ручкой. В лучшую сторону выделялась управляемость: самолёт легко ходил за ручкой, был простым, приятным и не утомительным в пилотировании. 6 сентября 1929 года лётчики — слушатели Академии А. Филин и А. Ковальков на АИР-3 совершили беспосадочный перелёт Кавказские Минеральные Воды — Москва, установив два мировых рекорда для двухместных маломощных самолётов: дальности (1750 км) и скорости (170 км/ч).
Лётно-технические характеристики
| Параметр                   | Показатель            |
| -------------------------- | --------------------- |
| Длина, м                   | 7,05                  |
| Размах крыла, м            | 11,00                 |
| Высота самолёта, м         | 2,40                  |
| Площадь крыла, м²          | 16,50                 |
| Двигатели                  | 1 ПД Walter, 60 л. с. |
| Макс. скорость, км/ч       | 146                   |
| Крейсерская скорость, км/ч | 131                   |
| Масса пустого, кг          | 335                   |
| Макс. взлётный вес, кг     | 535                   |
| Экипаж                     | 2                     |
| Практическая дальность, км | 2000                  |
| Практический потолок, м    | 4000                  |

## АИР-4
Двухместный подкосный моноплан-парасоль с пирамидальным шасси.
Спроектирован на основе АИР-3 с незначительными изменениями. Первый экземпляр изготовлен на заводе Авиаработник в сентябре 1930 года. Построена была небольшая серия из 3 самолётов с двигателем Вальтер.
Лётно-технические характеристики
| Параметр                   | Показатель            |
| -------------------------- | --------------------- |
| Длина, м                   | 705                   |
| Размах крыла, м            | 11,00                 |
| Высота самолёта, м         | 2,30                  |
| Площадь крыла, м²          | 16,50                 |
| Двигатели                  | 1 ПД Walter, 60 л. с. |
| Макс. скорость, км/ч       | 150                   |
| Крейсерская скорость, км/ч | 131                   |
| Масса пустого, кг          | 335                   |
| Макс. взлётный вес, кг     | 535                   |
| Экипаж                     | 2                     |
| Практическая дальность, км | 2500                  |
| Практический потолок, м    | 4000                  |

## АИР-5
АИР-5 — первый пассажирский самолёт авиаконструктора А. С. Яковлева. Самолёт был спроектирован и построен в 1931 году, для обеспечения связи областных центров с районами, то есть для местных авиалиний. АИР-5 — четырёхместный самолёт с комфортабельным салоном и просторной кабиной.
В апреле 1932 года закончились государственные испытания самолёта в НИИ ГВФ и самолёт был признан годным к серийной постройке в качестве пассажирского, почтового, связного и самолёта для аэрофотосъемки. Запуская самолёт в серию, предполагалось установка на нем отечественного двигателя М-48 мощностью 200 л. с., но завод изготовитель не смог вовремя обеспечить выпуск этого двигателя. Поэтому, несмотря на положительные отзывы и отличные летно-технические характеристики, самолёт так и остался в опытном экземпляре из-за отсутствия подходящего отечественного двигателя.
Описание конструкции АИР-5:
АИР-5 — высокоплан смешанной конструкции.
Фюзеляж — прямоугольное поперечное сечение со сводчатым верхом в районе кабины. Каркас фюзеляжа рама сваренная из стальных труб. Обшивка кабины — листовой кольчугалюминий, остальная часть фюзеляжа обшита полотном. Кабина застекленная в ней располагались четыре кресла, два впереди для пилота и пассажира и два сзади. Двери кабины располагались напротив передних кресел. Кабину от мотоотсека разделяла противопожарная перегородка.
Крыло — две консоли прямоугольной формы закрепленные на верхней части фюзеляжа. Силовой набор — два коробчатых лонжерона и двадцать одна нервюра. Весь каркас деревянный. Обшивка фанера толщиной 1,5 мм. В каждой консоли крыла располагались по два топливных бака.
Механизация крыла — щелевые элероны, занимающие большую часть длины задней кромки крыла.
Хвостовое оперение — силовой набор киля и стабилизатора металлический из кольчугалюминия. Стабилизатор переставляемый, угол установки изменялся от штурвала через червячный механизм за счет поднимания и опускания заднего лонжерона. Руль высоты был связан с ручкой управления жесткими тягами, а руль направления был соединен с педалями тросами.
Шасси — двухопорное с хвостовым костылем. Опоры шасси изготовлены из стальных хромоникелиевых труб. Амортизация резиновая, пластинчатая. На каждой опоре было установлено по одному колесу, которые в зимний период заменялись на лыжи. Хвостовой костыль стальной с амортизацией из резиновых колец.
Силовая установка — поршневой двигатель, воздушного охлаждения, установленный на мотораме в носовой части фюзеляжа. Воздушный винт двухлопастный диаметром 2,5 м. Запас топлива 425 литров, подача топлива в карбюратор производилась бензиновой помпой.
Лётно-технические характеристики
| Параметр                   | Показатель                           |
| -------------------------- | ------------------------------------ |
| Длина, м                   | 8,00                                 |
| Размах крыла, м            | 12,80                                |
| Высота самолёта, м         | 2,46                                 |
| Площадь крыла, м²          | 23,00                                |
| Двигатели                  | 1 ПД Wright J-4 Whirlwind, 220 л. с. |
| Макс. скорость, км/ч       | 193                                  |
| Крейсерская скорость, км/ч | 152                                  |
| Высота полёта, м           | 4275                                 |
| Масса пустого, кг          | 812                                  |
| Макс. взлётный вес, кг     | 1390                                 |
| Экипаж                     | 1                                    |
| Дальность полета, км       | 1000                                 |
| Полезная нагрузка          | до 3 пассажиров                      |

## АИР-6 (1930)
Проект 6-местного пассажирского высокоплана смешанной конструкции.
Фюзеляж ферменный сварной из стальных труб с дюралюминовой обшивкой носовой и средней части и полотняной в хвостовой. Поперечное сечение фюзеляжа прямоугольное, со сводчатым верхом в районе кабины. Двухместная кабина экипажа полность закрыта. Позади неё расположена четырёхместная пассажирская кабина.
Двигатель М-26 мощностью 300 л. с. Моторама, сваренная из стальных труб, с креплением к фюзеляжу на болтах. Спереди двигатель закрыт алюминиевым обтекателем с отверстиями для охлаждения картера двигателя, с боков — съемными алюминиевыми капотами. Моторный отсек и кабина разделены противопожарной перегородкой.
Крыло деревянное, двухлонжеронное, с закруглениями на концах, крепится к верхнему лонжерону фюзеляжа шарнирно. От каждого лонжерона крыла к низу фюзеляжа идут два подкоса из стальных труб с контрподкосами. Элероны щелевые с осевой компенсацией.
Шасси пирамидальное безосное, амортизация резиновая, пластинчатая. Стальной костыль с амортизацией из резиновых колец закреплен снаружи в задней части фюзеляжа.
Проект был разработан в 1930 году. Проект не был реализован, так как серийно производился самолёт «Сталь-2» аналогичного назначения с тем же двигателем и параллельный выпуск двух однотипных самолётов был признан нецелесообразным.
В 1932 году обозначение АИР-6 было присвоено другому самолёту.
Лётно-технические характеристики
| Параметр                   | Показатель           |
| -------------------------- | -------------------- |
| Длина, м                   | 8,80                 |
| Размах крыла, м            | 14,00                |
| Высота самолёта, м         | 3,03                 |
| Площадь крыла, м²          | 25,50                |
| Двигатели                  | 1 ПД М-26, 300 л. с. |
| Макс. скорость, км/ч       | 230                  |
| Крейсерская скорость, км/ч | 195                  |
| Масса пустого, кг          | 1000                 |
| Макс. взлётный вес, кг     | 1810                 |
| Экипаж                     | 1                    |

## АИР-6
Самолёт местной авиации был предназначен для связи, тренировки пилотов, спорта и туризма. Самолёт повторял схему АИР-5, но был меньших размеров, потому. что вместо американского двигателя мощностью 200 л. с. был установлен отечественный двигатель М-11 мощностью 100 л. с. Самолёт проектировался по заданию Осоавиахима: самолёт должен был эксплуатироваться с неподготовленных площадок и обслуживаться летно-техническим составом низкой квалификации. Требовалось, чтобы самолёт был прост в управлении, устойчивым, прощал ошибки пилота и имел минимум контрольных и аэронавигационных устройств.
Лёгкий многоцелевой самолёт — подкосный высокоплан с закрытой трёхместной кабиной. Машину АИР-6 называли в то время «исполкомовский самолёт» или «летающий автомобиль». Для связи глубинных населённых пунктов с районными и областными центрами требовался небольшой самолёт, способный работать на маленьких аэродромах. Первоначально получил традиционное для яковлевских машин того периода обозначение АИР-6, однако после ареста в 1937 г. А. И. Рыкова обозначался как «Самолёт инж. Яковлева № 6» или «Я-6».
Фюзеляж сварен из стальных труб и дополнительно расчален. Обшивка фюзеляжа — полотняная. В кабине спереди размещено сиденье для лётчика, за ним — диван на два места для пассажиров. Для входа в кабину была установлена застекленная дверь, также по обоим бортам фюзеляжа имелись иллюминаторы. Приборная доска была укомплектована минимум пилотажно-навигационными приборами, которые обеспечивали длительный полет в различных метеорологических условиях. В носовой части фюзеляжа на моторной раме располагался двигатель М-11.
Крыло — двухлонжеронное, прямоугольное в плане, крепится к верхнему лонжерону фюзеляжа и от каждого лонжерона крыла идут подкосы из стальных труб к нижней части фюзеляжа. В крыльях размещены баки с топливом. Крыло деревянноке. Механизация крыла — дюралюминиевые элероны с полотняной обшивкой.
Хвостовое оперение — однокилевое, подкосно-расчалочное. Стабилизатор двухлонжеронный, переставляемый в полете. Рули высоты и направления с осевой аэродинамической компенсацией. Обшивка оперения полотняная.
Шасси — двухопорное с хвостовым костылем. Стойки изготовлены из стальных труб эллиптического сечения. Амортизация шасси — резиновые шайбы, работающие на сжатие, закрытые дюралюминиевыми обтекателями. На хвостовой части фюзеляжа установлен, поворачивающийся вокруг вертикальной оси, металлический костыль. Костыль поворачивался вместе с рулем направления от педалей.
Опытный экземпляр был построен на заводе им. Менжинского весной 1932 г. Первый полёт совершён в мае 1932 г. (лётчик Ю. И. Пионтковский).
АИР-6—первая серийная машина А. С. Яковлева. В период с 1934 по 1936 гг. было выпущено 468 экземпляров АИР-6, из которых 20 в санитарном варианте. В мае 1937 года на поплавковом варианте АИР-6 лётчик Я. В. Письменный установил рекорд дальности беспосадочного полёта. Он пролетел по маршруту Киев — Батуми, покрыв расстояние 1297 км за 16 часов 25 минут.
Лётно-технические характеристики
| Параметр                   | Показатель           |
| -------------------------- | -------------------- |
| Длина, м                   | 7,10                 |
| Размах крыла, м            | 12,08                |
| Высота самолёта, м         | 3,03                 |
| Площадь крыла, м²          | 19,80                |
| Двигатели                  | 1 ПД М-11, 100 л. с. |
| Макс. скорость, км/ч       | 169                  |
| Крейсерская скорость, км/ч | 120-130              |
| Высота полёта, м           | 4600                 |
| Масса пустого, кг          | 616                  |
| Макс. взлётный вес, кг     | 961                  |
| Экипаж                     | 1                    |
| Дальность полета, км       | 750                  |

## АИР-7
Двухместный расчалочный низкоплан смешанной конструкции. Фюзеляж — ферменный, каркас сварной из стальных труб. Обшивка носовой части дюралевая, остальная обшивка полотняная.
Двухместная кабина закрыта целлулоидным фонарём. Для улучшения обтекаемости, фонарь был маловыступающим.
Крыло — состоит из центроплана и двух отъёмных консолей. Центроплан сварной конструкции. Конструкция консолей крыла деревянная, двухлонжеронная. Обшивка крыла — фанерный носок и полотняная обшивка. Механизация крыла — щелевые элероны большого размаха.
Хвостовое оперение — однокилевое с переставным стабилизатором. Каркас хвостового оперения дюралевый, обшивка полотняная. Киль развернут вправо на 1,5 градуса, для компенсации реактивного момента воздушного винта.
Девятицилиндровый двигатель М-22 мощностью 480 л. с. закрыт кольцом Тауненда (обтекателем). В средней части капота двигателя были установлены жалюзи. Воздушный винт двухлопастный, дюралевый, диаметром 2,7 м, с изменяемым на земле шагом.
АИР-7 был построен на заводе им. Менжинского в конце лета 1932 г. Это был первый в СССР скоростной спортивный и почтовый самолёт. Для регулярной перевозки матриц в 1931 году был создан особый летный отряд. Самолёт был оборудован для перевозки матриц газет из Москвы в крупные города страны. Первый полёт был совершён 19 ноября 1932 г (лётчик Ю. И. Пионтковский). Во втором полёте 20 ноября 1932 г. Ю. И. Пионтковский с пассажиром А. С. Яковлевым получил рекордную для Советского Союза скорость 325 км/ч.
Изготовлен в одном экземпляре. Самолёт планировалось использовать для быстрой доставки матриц газет в крупные города. Но в 1934 г в одном из пробных полётов произошла авария, в полёте оторвался элерон из-за флаттера, тогда ещё совершенно неизученного. Ю. И. Пионтковский сумел посадить машину на неподготовленную местность. Больше полётов не было. Для самого А. С. Яковлева эта авария имела печальные последствия. Его вместе с коллективом КБ выселили в помещение кроватной мастерской на Ленинградском шоссе. Именно там были созданы широко известные учебные самолёты УТ-1 и УТ-2 и это при том, что с кроватной мастерской требовали план и по выпуску основной продукции — кроватей! Над А. С. Яковлевым тогда подшучивали, мол, выискался фабрикант — выпускает 10 тысяч кроватей в год и один самолёт.
АИР-7 впервые в советской авиации продемонстрировал преимущество моноплана перед бипланом.
Лётно-технические характеристики
| Параметр           | Показатель           |
| ------------------ | -------------------- |
| Длина, м           | 7,80                 |
| Размах крыла, м    | 11,00                |
| Высота самолёта, м | 3,10                 |
| Площадь крыла, м²  | 19,40                |
| Двигатели          | 1 ПД М-22, 480 л. с. |
| Экипаж             | 2                    |

## АИР-8
Двухместный подкосный моноплан-парасоль с пирамидальным шасси.
Спроектирован на основе АИР-4 с незначительными изменениями в схеме. Фюзеляж деревянный, прямоугольного сечения. Двигатель — первоначально НАМИ М-23 мощностью 65 л. с. Позднее из-за неустранимых вибраций вместо него был установлен двигатель Вальтер (60 л. с.), впоследствии заменённый на Сименс (85 л. с.). Постройка самолёта была завершена летом 1933 г. Первый полёт совершён в августе 1933 году (лётчик Ю. И. Пионтковский). Испытания в НИИ ГВФ проходили в 1934 г. Построен в одном экземпляре.
Лётно-технические характеристики
| Параметр                    | Показатель             |
| --------------------------- | ---------------------- |
| Длина, м                    | 7,05                   |
| Размах крыла, м             | 11,00                  |
| Высота самолёта, м          | 2,30                   |
| Площадь крыла, м²           | 16,50                  |
| Двигатели                   | 1 ПД Siemens, 85 л. с. |
| Макс. скорость, км/ч        | 150                    |
| Крейсерская скорость, км/ч  | 131                    |
| Масса пустого, кг           | 395                    |
| Нормальный взлётный вес, кг | 630                    |
| Макс. взлётный вес, кг      | 805                    |
| Экипаж                      | 2                      |
| Практическая дальность, км  | 2500                   |
| Практический потолок, м     | 4000                   |

## АИР-9
Двухместный низкоплан смешанной конструкции. Построен в одном экземпляре. Фюзеляж сварен из стальных труб и дополнительно расчален. Обшивка фюзеляжа — полотняная. Обе кабины закрыты прозрачным фонарём. Крыло деревянное. Двигатель М-11 мощностью 100 л. с. Первый полёт совершён 2 октября 1934 г (лётчик Ю. И. Пионтковский). В июле 1937 года летчицы Ирина Вишневская и Екатерина Медникова на самолёте АИР-9 установили женский мировой рекорд для этой категории самолётов, они достигли высоты 6518 м.
Лётно-технические характеристики
| Параметр                   | Показатель           |
| -------------------------- | -------------------- |
| Длина, м                   | 6,97                 |
| Размах крыла, м            | 10,20                |
| Высота самолёта, м         | 2,60                 |
| Площадь крыла, м²          | 16,87                |
| Двигатели                  | 1 ПД М-11, 100 л. с. |
| Макс. скорость, км/ч       | 215                  |
| Крейсерская скорость, км/ч | 175                  |
| Высота полёта, м           | 6080                 |
| Масса пустого, кг          | 516                  |
| Макс. взлётный вес, кг     | 768                  |
| Экипаж                     | 1-2                  |
| Дальность полета, км       | 695                  |

## АИР-10
Двухместный низкоплан смешанной конструкции. Построен в одном экземпляре. Фюзеляж сварен из стальных труб и дополнительно расчален. Обшивка фюзеляжа — полотняная. Обе кабины открытые, защищены козырьками. Двигатель М-11 мощностью 100 л. с. Первый полёт совершён 11 июля 1935 г (лётчик Ю. И. Пионтковский). Самолёт проектировался как самолёт первоначального обучения. А. С. Яковлев разрабатывал чисто учебный вариант самолёта — простой в конструкции и в технике пилотирования. После проведения Государственных испытаний самолёт был рекомендован, как учебный, к серийному производству с учётом замечаний. Для серийного выпуска необходимо было увеличить запас прочности, снизить посадочную скорость, установить закрылки и триммеры. Эти требования были выполнены и самолёт был принят в серийную постройку под названием УТ-2.
В состязаниях легких самолётов в 1935 и 1936 годах АИР-10 занял первое место.
Лётно-технические характеристики
| Параметр           | Показатель           |
| ------------------ | -------------------- |
| Длина, м           | 6,80                 |
| Размах крыла, м    | 10,20                |
| Высота самолёта, м | 2,60                 |
| Площадь крыла, м²  | 16,87                |
| Двигатели          | 1 ПД М-11, 100 л. с. |
| Экипаж             | 2                    |

## АИР-11
АИР-11 — самолёт, по конструкции подобный предыдущему, но трехместный, туристский, с закрытой кабиной и с двигателем de Havilland Gipsy Major в 120 л. с. Выпущен в конце 1936 г., успешно прошел госиспытания, но в серии не мог строиться из-за отсутствия подходящего отечественного двигателя. На этом самолёте С. В. Ильюшин при перелёте Москва-Воронеж потерпел аварию по вине механика, не заправившего самолёт маслом.
Лётно-технические характеристики
| Параметр                   | Показатель                               |
| -------------------------- | ---------------------------------------- |
| Длина, м                   | 7,32                                     |
| Размах крыла, м            | 10,20                                    |
| Высота самолёта, м         | 2,60                                     |
| Площадь крыла, м²          | 16,80                                    |
| Двигатели                  | 1 ПД de Havilland Gipsy Major, 120 л. с. |
| Макс. скорость, км/ч       | 209                                      |
| Крейсерская скорость, км/ч | 195                                      |
| Масса пустого, кг          | 566                                      |
| Макс. взлётный вес, кг     | 891                                      |
| Экипаж                     | 3                                        |
| Практическая дальность, км | 720                                      |
| Практический потолок, м    | 4480                                     |

## АИР-12
Двухместный самолёт, предназначенный для полётов на дальность.
Спортивный гоночный самолёт, сделанный на базе УТ-2 для полетов на большие дистанции.
Вся конструкция самолёта была предельно облегчена для достижения наилучших результатов. Головки цилиндров двигателя М-11 без обтекателей, шасси убираемое в центроплан, колёса баллонные. Кабина пилота перенесена назад и закрыта сдвижным фонарем. Кабина штурмана полностью утоплена в фюзеляж, для снижения аэродинамического сопротивления, и размещена спереди. Между кабинами размещен дополнительный топливный бак в результате значительно увеличилась дальность полета. Была измена форма и уменьшена и площадь крыла и стабилизатора. Шасси стало убирающимся.
Самолёт был выпущен в июле 1936 г. 21 сентября лётчик Ю. И. Пионтковский в ходе заводских испытаний выполнил на нём беспосадочный перелёт Москва — Харьков — Севастополь — Харьков.
24 октября 1937 г. лётчица В. С. Гризодубова и штурман М. М. Раскова выполнили перелёт Москва — Актюбинск (1444 км по прямой). Оба перелета были рекордами для этого класса самолётов.
Лётно-технические характеристики
| Параметр                   | Показатель           |
| -------------------------- | -------------------- |
| Длина, м                   | 7,17                 |
| Размах крыла, м            | 11,00                |
| Высота самолёта, м         | 2,20                 |
| Площадь крыла, м²          | 15,60                |
| Двигатели                  | 1 ПД М-11, 100 л. с. |
| Макс. скорость, км/ч       | 235                  |
| Крейсерская скорость, км/ч | 212                  |
| Макс. взлётный вес, кг     | 1240                 |
| Экипаж                     | 2                    |

## АИР-13
АИР-13 представлял собой двухмоторный моноплан смешанной конструкции. Проект был разработан в 1935 году и предназначался для скоростного перелета 1936 года, но реализован не был.
Фюзеляж ферменного типа из стальных труб с проволочными расчалками. Обшивка дюралевая в носовой части и полотняная на фанерном и реечном каркасе в средней и хвостовой частях. Кабина закрытая с целлулоидным фонарем.
Крыло деревянное двухлонжеронное, неразъемное, с работающей фанерной обшивкой, снаружи оклеенной миткалем. Хвостовые части за задним лонжероном обтянуты только полотном. Элероны с щелевой компенсацией, разрезные, дюралюминиевые с полотняной обшивкой. Под крылом за задним лонжероном установлены дюралевые щитки. Каркас хвостового оперения выполнен из дюралевых профилей и обшит полотном.
Два рядных шестицилиндровых двигателя воздушного охлаждения мощностью 240 л. с. установлены на сварных моторамах из стальных труб в мотогондолах в крыле и закрыты дюралевыми капотами. Бензобаки расположены в крыле, маслобаки — в мотогондолах за противопожарной перегородкой.
Основные стойки шасси с ломающимися подкосами убираются в полете в мотогондолы. Амортизация шасси гидравлическая. Хвостовой костыль неубирающийся с амортизацией резиновыми шнурами.

## АИР-14

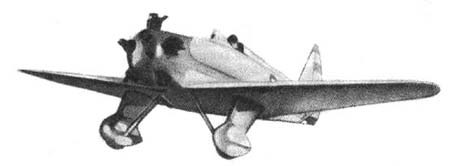

УТ-1 (АИР-14) — советский учебно-тренировочный самолёт, созданный в ОКБ имени Яковлева. Использовался для подготовки пилотов высокой квалификации в мирное время. В годы войны около 50 самолётов были вооружены 1-2 пулемётами и подвесками для 2-4 небольших бомб или реактивных снарядов РС-82. Этот штурмовой вариант назывался УТ-1б, применялся на юге советско-германского фронта.
В 1930-е годы лётчики проходили обучение в аэроклубах Осоавиахима на двухместных учебных самолётах У-2 и УТ-2. Для повышения качества лётной подготовки и мастерства пилотов требовались более скоростные самолёты, что привело к появлению учебно-тренировочного самолёта УТ-1. При разработке самолёта перед конструкторами была поставлена задача: добиться максимально возможной скорости при минимальных массе, габаритах и мощности двигателя.
Лётно-технические характеристики
| Параметр                    | Показатель           |
| --------------------------- | -------------------- |
| Длина, м                    | 5,75                 |
| Размах крыла, м             | 7,30                 |
| Высота самолёта, м          | 2,34                 |
| Площадь крыла, м²           | 9,58                 |
| Двигатели                   | 1 ПД М-11, 100 л. с. |
| Макс. скорость, км/ч        | 241                  |
| Крейсерская скорость, км/ч  | 212                  |
| Масса пустого, кг           | 442                  |
| Нормальный взлётный вес, кг | 611                  |
| Экипаж                      | 1                    |
| Практическая дальность, км  | 670                  |
| Практический потолок, м     | 5000                 |

## АИР-15
АИР-15 (УТ-15) — гоночный самолёт, разработанный Александром Сергеевичем Яковлевым. Он был одним из немногих яковлевских самолётов про которые практически ничего не известно. АИР-15 представлял собой низкоплан с крылом профиля Ф. Г. Гласса (безмоментным). Был построен и испытан в начале 1938 года, а затем единственный экземпляр самолёта был передан в ЦАГИ для исследований.
Лётно-технические характеристики
| Параметр           | Показатель           |
| ------------------ | -------------------- |
| Длина, м           | 5,80                 |
| Размах крыла, м    | 7,30                 |
| Высота самолёта, м | 2,40                 |
| Площадь крыла, м²  | 9,60                 |
| Двигатели          | 1 ПД М-11, 100 л. с. |
| Экипаж             | 1                    |

## АИР-16
Легкий многоцелевой самолёт АИР-16 по схеме и внешнему виду повторял АИР-11, но четырёхместный с закрытой кабиной, модифицированным крылом и с двигателем Renault Bengali 6 в 220 л. с. Построен и выведен на аэродром в 1937 году, но в полёт не выпускался из-за отсутствия двигателя.
Каркас фюзеляжа сварной из стальных труб и дополнительно расчаленный, обшивка полотняная. Кабина закрывалась прозрачным фонарем. Позади кабины располагалось багажное отделение.
Крыло — деревянное, двухлонжеронное. Обшивка крыла, работающая фанера обклеенная миткалем. Стыки крыла и фюзеляжа закрыты дюралевыми зализами. Механизация крыла — элероны. Каркас элеронов дюралевый обшивка полотно.
Шасси двухстоечное с хвостовым костылем, неубирающееся. Хвостовой костыль неоринтирующиейся.
Самолёт был построен в единственном экземпляре.
Лётно-технические характеристики
| Параметр           | Показатель                        |
| ------------------ | --------------------------------- |
| Длина, м           | 7,30                              |
| Размах крыла, м    | 10,20                             |
| Высота самолёта, м | 2,70                              |
| Площадь крыла, м²  | 17,00                             |
| Двигатели          | 1 ПД Renault Bengali 6, 220 л. с. |
| Экипаж             | 4                                 |

## АИР-17
АИР-17 (УТ-3) — трехместный учебно-тренировочный самолёт для подготовки экипажей бомбардировщиков. Самолёт проектировался в соответствии с техническим заданием военных. Самолёт должен был копировать бомбардировщик и разведчик только в упрощенном и удешевленном виде. В то время основным бомбардировщиком и разведчиком в ВВС РККА был самолёт СБ, поэтому экипаж на АИР-17 расположили как на бомбардировщике СБ: в передней кабине штурман с пулеметом, затем летчик и в задней кабине стрелок-радист с пулеметом. В передней кабине было предусмотрено второе управление — штурвал и складывающиеся педали для летчика инструктора.
АИР-17 — двухмоторный свободнонесущий моноплан.
Каркас фюзеляжа сварная ферма из стальных легированных труб, усиленный проволочными расчалками. Носовая часть фюзеляжа обшивалась дюралем, а хвостовая полотном. Носовая часть фюзеляжа была съемной и крепилась на болтах. За ней располагалась кабина пилота, далее шел небольшой бомбоотсек. Задняя часть фюзеляжа была пустой.
Крыло — неразъемное, двухлонжеронное, деревянное. Обшивка крыла фанера, часть крыла за задним лонжероном обшивалось полотном, покрытым лаком. Механизация крыла — разрезные элероны щелевого типа. Под крылом подвешивались алюминиевые щитки.
Силовая установка — два шестицилиндровых рядных двигателя воздушного охлаждения, мощностью по 220 л. с. Двигатели французские Renaut" Bengali-6Q-01", изготавливаемые по лицензии в Воронеже. Воздушные винты двухлопастные, металлические, изменяемого шага. Двигатели крепились на сварных рамах из стальных труб. Два бензобака, объёмом по 310 литров каждый, были размещены в крыле. Маслобаки находились в мотогондолах за противопожарной перегородкой.
Шасси — трехопорное с хвостовым колесом. Основные стойки в полете убирались в мотогондолы. Амортизация шасси гидравлическая. Хвостовое колесо в полете не убиралось. Зимой колеса заменялись на лыжи, при этом стойки шасси фиксировались замками и в полете не убирались.
Управление двойное — основное в пилотской кабине, в передней кабине у летчика-инструктора была установлена съемная ручка управления и складывающиеся педали. Все управление, кроме руля высоты. тросовое, управление рулем высоты при помощи тяг и качалок.
Самолёт долго проходил Государственные испытания и после устранения всех замечаний самолёт стали внедрять в серию на двух заводах, но дальнейшему производству помешала начавшаяся война. Всего было сдано двадцать экземпляров и ещё десять не было сданы. Дальнейшее производство было прекращено.
Лётно-технические характеристики
| Параметр                   | Показатель                 |
| -------------------------- | -------------------------- |
| Длина, м                   | 6,40                       |
| Размах крыла, м            | 7,80                       |
| Высота самолёта, м         | 2,05                       |
| Площадь крыла, м²          | 9,58                       |
| Двигатели                  | 1 ПД Renault 6Q, 220 л. с. |
| Макс. скорость, км/ч       | 322                        |
| Крейсерская скорость, км/ч | 290                        |
| Практический потолок, м    | 7000                       |
| Масса пустого, кг          | 611                        |
| Макс. взлётный вес, кг     | 831                        |
| Экипаж                     | 1                          |
| Практическая дальность, км | 715                        |

## АИР-18
В августе 1936 рабочая комиссия ГУАП (в которую входил и А. С. Яковлев) совершила поездку по ряду столиц западных стран. Одним из результатов поездки стало подписание в Париже соглашения о лицензионном производстве двигателей фирмы Renaul — Bengali 4 и Bengali 6. Выпуск этих двигателей был налажен на Рыбинском ГАЗ № 26 под маркой МВ-4 и МВ-6, соответственно.
Первый из этих двигателей Яковлев решил установить на свой учебно-тренировочный самолёт УТ-1 (АИР-14). Кроме замены двигателя самолёт получил также новую закрытую кабину и убирающееся шасси. Новый самолёт получил обозначение АИР-18. Первый полёт на нём совершил лётчик-испытатель Пионтковский в конце 1937 года. Испытания самолёта дали отличные результаты — более мощный двигатель и улучшенная аэродинамика позволили развить максимальную скорость на 70 км/ч больше чем у УТ-1. Хорошие лётные характеристики самолёта позволили Яковлеву заявить АИР-18 на авиационные гонки Осоавиахима, запланированные на лето 1941 года. Начало Великой Отечественной войны помешало этим планам.
Всего было изготовлено три экземпляра АИР-18, один из них, по данным В. Б. Шаврова, был установлен на поплавковое шасси.
Лётно-технические характеристики
| Параметр                    | Показатель                              |
| --------------------------- | --------------------------------------- |
| Длина, м                    | 5,99                                    |
| Размах крыла, м             | 7,30                                    |
| Высота самолёта, м          | 2,34                                    |
| Площадь крыла, м²           | 9,58                                    |
| Двигатели                   | 1 ПД МВ-4 (Renaul Bengali 4), 140 л. с. |
| Макс. скорость, км/ч        | 310                                     |
| Крейсерская скорость, км/ч  | 260                                     |
| Масса пустого, кг           | 475                                     |
| Нормальный взлётный вес, кг | 645                                     |
| Экипаж                      | 1                                       |
| Практическая дальность, км  | 600                                     |

## АИР-19
Я-19 (самолет № 19; АИР-19) — гражданский вариант УТ-3, пассажирский для местных линий и санитарный. По конструкции в целом повторял своего предшественника. Двигатели МВ-6 в 220 л. с. при 2100 об/мин. Пассажирских мест 5. Фюзеляж в виде ферм, сварной из труб стали 30ХГСА, с лентами-расчалками, носовая часть дуралюминовая, обшивка кабины фанерная, хвостовая часть — полотняная. Крыло — как в УТ-3, щитки Шренка, управляемые от гидросистемы. Элероны и оперение — дуралюмин и полотно. Шасси — по типу самолёта СБ, колеса 650×250 мм. Самолёт был выпущен в конце 1938 г. (ведущий инженер О. К. Антонов, работавший в то время в ОКБ А. С. Яковлева).
Я-19 успешно прошел госиспытания в НИИ ГВФ 18 — 26 октября 1939 г. (летчик — Э. И. Шварц, ведущий — Г. А. Муратов). Была признана целесообразной его серийная постройка. В отчете по госиспытаниям отмечалось, что самолёт прост в технике пилотирования, прост в техническом обслуживании и ремонте; по своим летным данным и эксплуатационным качествам удовлетворяет потребностям республиканских линий ГВФ, а также может быть использован на отдельных участках магистралей для замены самолётов «Сталь» и К-5, и, кроме того, в качестве санитарного. Особо отмечалось, что Я-19 обеспечен базой для серийной постройки, и его серийное производство фактически освоено выпуском самолёта Я-17 (УТ-3). Начальник ГУ ГВФ В. С. Молоков планировал использовать Я-19 для регулярных рейсов на коротких линиях. Но в предвоенной обстановке, когда было прекращено производство УТ-3, выпуск Я-19 не мог быть осуществлен. Признание такого типа самолёта пришло позже в Як-6.
Лётно-технические характеристики
| Параметр                   | Показатель                              |
| -------------------------- | --------------------------------------- |
| Длина, м                   | 10,02                                   |
| Размах крыла, м            | 15,00                                   |
| Высота самолёта, м         | 3,70                                    |
| Площадь крыла, м²          | 32,42                                   |
| Двигатели                  | 2 ПД МВ-6 (Renaul Bengali 6), 220 л. с. |
| Макс. скорость, км/ч       | 271                                     |
| Крейсерская скорость, км/ч | 235                                     |
| Масса пустого, кг          | 2134                                    |
| Макс. взлётный вес, кг     | 2950                                    |
| Экипаж                     | 2                                       |
| Практическая дальность, км | 783                                     |
| Практический потолок, м    | 5600                                    |
| Полезная нагрузка          | до 5 пассажиров                         |

## Невидимый самолёт
«Невидимый самолёт» или «Прозрачный самолёт» (сокр. ПС) — дальнейшее развитие АИР-4, строился бригадой ВАКШС под руководством проф. С. Г. Козлова в 1935 г. Целью проекта было создать самолёт, по возможности незаметный в небе. Отличительной особенностью самолёта была обшивка его поверхностей прозрачным материалом — «родоидом» — органическим стеклом французского производства. Однако, для достижения эффекта невидимости самолёта в полёте одной прозрачной обшивки было недостаточно, — требовалось обеспечить отражение света от поверхностей, которые не были прозрачными. Капот, кабины, колёса, стойки и прочие детали были окрашены белой краской с алюминиевым порошком и отлакированы. Стенки лонжеронов крыла и другие поверхности в конструкции были оклеены родоидом, покрытым изнутри слоем амальгамы, подобно зеркалу. Фермы и раскосы, нервюры, расчалки, ободы и другие части были окрашены серебристо-белой краской. Обшивка из родоида крепилась к каркасу на алюминиевых заклёпках и пистонах. Разработчикам удалось добиться значительных результатов: Самолёт в воздухе быстро исчезал с глаз наземных наблюдателей. Для визуального контроля эффекта невидимости самолёта непосредственно в воздухе были проделаны опыты полётов «Невидимого самолёта» рядом с У-2 на определённом расстоянии. С третьего самолёта оба были засняты на киноплёнку. На кадрах кинохроники изображение самолёта не визуализировалось, а на больших расстояниях не было видно даже пятен. Тем не менее, материал покрытия — родоид — вскоре потускнел, потрескался и эффект невидимости снизился. По окончании испытаний самолёт был разобран и работы по нему прекращены. Проектировался, но не был построен специальный «невидимый» самолёт с каркасом из хромированных труб. Другие, более срочные работы отвлекли изобретателей и конструкторов. Начиналась Вторая мировая война. В дальнейшем, сам вопрос существования данного проекта, в силу его необычности вообще и нетипичного характера для советского и российского авиастроения, неоднократно дебатировался.
Лётно-технические характеристики
| Параметр                   | Показатель            |
| -------------------------- | --------------------- |
| Длина, м                   | 7,11                  |
| Размах крыла, м            | 11,00                 |
| Высота самолёта, м         | 2,70                  |
| Площадь крыла, м²          | 16,50                 |
| Двигатели                  | 1 ПД Walter, 60 л. с. |
| Макс. скорость, км/ч       | 150                   |
| Крейсерская скорость, км/ч | 132                   |
| Высота полёта, м           | 4000                  |
| Масса пустого, кг          | 395                   |
| Макс. взлётный вес, кг     | 630                   |
| Экипаж                     | 2                     |
| Дальность полёта, км       | 500                   |